# Syndicat canadien de la fonction publique
Le Syndicat canadien de la fonction publique (anglais⁣ : Canadian Union of Public Employees) est le plus grand syndicat au Canada et au Québec. Il est affilié au Congrès du travail du Canada (CTC) et à la Fédération des travailleurs et travailleuses du Québec (FTQ) au Québec, et à l'Internationale des services publics. Il a vu le jour en 1963  avec la fusion de l’Union nationale des employés publics et de l’Union nationale des employés des services publics. 
Il compte 100 000 membres au Québec et 600 000 membres au Canada. 

## Le SCFP au Québec

Logo du SCFP Québec

Depuis juin 2016, le président du SCFP Québec est Denis Bolduc. Il a œuvré comme journaliste et président du Syndicat du Journal de Québec. En 2011, il est élu en tant que secrétaire général du SCFP Québec, pour ensuite devenir président. Benoît Bouchard est maintenant secrétaire général. Il était président du Syndicat des spécialistes et professionnels chez Hydro-Québec (SSPHQ). 
Le SCFP compte, en 2016, 110 000 membres au Québec, ce qui en fait le plus gros syndicat affilié à la FTQ. À la suite de la fusion forcée d'unités syndicales dans le milieu de la santé et des services sociaux, le SCFP a maintenu son nombre de membres à 20 000 dans ce secteur. Ces fusions ont été ordonnées légalement par le gouvernement du premier ministre québécois Jean Charest. 
Le syndicat représente surtout des travailleurs du secteur public et parapublic mais la proportion de membre issu du secteur privé augmente.

## Le SCFP Canada

Logo du SCFP national en anglais

Depuis 2003, le président du SCFP national est Paul Moist, un travailleur de la ville de Winnipeg au Manitoba. 
Depuis 2001, le secrétaire-trésorier national est Claude Généreux, un travailleur de la santé, éducateur à l'Hôpital Riviêre-des-prairies.
Le syndicat, en 2020, compte près de 700 000 membres ce qui en fait le plus grand syndicat canadien. Il est affilié au CTC et à la Confédération internationale des syndicats libres (CISL).
Le SCFP a également fusionné avec d’autres syndicats, comme l’Association du personnel navigant des lignes aériennes canadiennes, le Syndicat canadien des travailleurs et travailleuses en éducation, et le Syndicat des employés d’hôpitaux de la Colombie-Britannique ce qui lui a permis de gonfler ses rangs rapidement.
Le syndicat représente surtout des travailleurs du secteur public et parapublic, mais la proportion de membres issus du secteur privé augmente.